# Farhad (Nishapur)
Farhad (in persiano:فرهاد) è un villaggio abbandonato nel Distretto di Rivand, nella provincia di Nishapur, in Iran. Secondo il censimento del 1954, nel paese risiedevano 132 abitanti; ad oggi sono stati evacuati e il villaggio è tuttora disabitato.